# یواس‌اس لیرا (ای‌کی-۱۰۱)
یواس‌اس لیرا (ای‌کی-۱۰۱) (به انگلیسی: USS Lyra (AK-101)) یک کشتی بود که طول آن ۴۴۱ فوت ۶ اینچ (۱۳۴٫۵۷ متر) بود. این کشتی در سال ۱۹۴۳ ساخته شد.